# Холидей, Джастин
Джастин Аларик Холидей (англ. Justin Alaric Holiday; род. 5 апреля 1989 года, Мишен-Хилс, Калифорния, США) — американский профессиональный баскетболист.

## Профессиональная карьера

### Окапи (2011—2012)
Холидей выставлял свою кандидатуру на драфт НБА 2011 года, однако не был выбран ни одной командой. В августе того же года он подписал контракт с бельгийским клубом «Окапи», где и провёл сезон 2011/12.

### Айдахо Стэмпид (2012—2013)
В июле 2012 года Холидей присоединился к команде «Кливленд Кавальерс» для участия в Летней лиге НБА 2012 года. 1 октября 2012 года он подписал контракт с «Кавальерс». 10 октября 2012 года «Кавальерс» отчислили игрока. Два дня спустя он был приглашен в «Портленд Трэйл Блэйзерс». 27 октября 2012 года «Трэйл Блэйзерс» его отчислили.
31 октября 2012 года Холидей перешел в клуб Джи-Лиги «Айдахо Стэмпид».

### Филадельфия Севенти Сиксерс (2013)
1 апреля 2013 года Холидей подписал контракт с клубом НБА «Филадельфия Севенти Сиксерс», однако большую часть сезона провёл в фарм-клубе «Айдахо Стэмпид» и, по итогам сезона, был выбран в третью сборную всех звёзд Джи-Лиги, а также включён во вторую оборонительную сборную Джи-Лиги.

### Сольноки Олай (2013—2014)
В июле 2013 года Холидей присоединился к команде «Филадельфия Севенти Сиксерс» для участия в Летней лиге НБА 2013 года. 14 августа 2013 года он был отчислен «Сиксерс».
30 сентября 2013 года он подписал контракт с «Ютой Джаз». 26 октября 2013 года он был отчислен «Джаз» после семи предсезонных игр.
21 ноября 2013 года Холидей подписал контракт с венгерским клубом «Сольноки Олай» до конца сезона 2013/14. В 19 матчах за «Сольноки» он набирал в среднем 12,9 очка, 3,8 подбора и 1,7 передачи за игру.

### Голден-Стэйт Уорриорз (2014—2015)
В июле 2014 года Холидей выступал в Летней лиге НБА за «Голден Стэйт Уорриорз», а 8 сентября подписал с клубом контракт. 14 ноября он был отправлен в фарм-клуб «Санта-Круз Уорриорз», но уже через день был отозван в основную команду. 13 марта 2015 года он установил личный рекорд результативности, набрав в матче против «Денвер Наггетс» 23 очка. В том же году он в составе Уорриорз завоевал чемпионский титул НБА.

### Атланта Хокс (2015—2016)
9 июля 2015 года Холидей подписал контракт с «Атлантой Хокс».

### Чикаго Буллс (2016)
18 февраля 2016 года он отправился в «Чикаго Буллз» в результате трёхстороннего обмена также с участием «Атланты» и «Юты».

### Нью-Йорк Никс (2016—2017)
22 июня 2016 года он был отправлен в «Нью-Йорк Никс» в результате обмена с участием пяти игроков.

### Возвращение в Чикаго (2017—2019)
10 июля 2017 года Холидей подписал контракт с «Чикаго Буллз». 3 января 2018 года Холидей набрал 26 очков в матче против «Торонто Рэпторс».
23 ноября 2018 года Холидей набрал 27 очков и 13 подборов в матче против «Майами Хит». Днем позже он набрал 14 очков и совершил 11 подборов в матче против «Миннесоты Тимбервулвз». В этом матче он оформил свою 31 игру подряд с как минимум одним трехочковым попаданием, сравнявшись по этому показателю с Кёрком Хайнриком в истории «Буллз». Он побил рекорд в следующей игре. К началу декабря он стал единственным игроком, забивавшим хотя бы один трехочковый бросок в каждой игре с начала сезона. Его рекордная серия закончилась на отметке 43 игры подряд.

### Мемфис Гриззлис (2019)
3 января 2019 года Холидей был обменян в «Мемфис Гриззлис» на Маршона Брукса, Уэйна Селдена-младшего и два будущих драфт-пика второго раунда.

### Индиана Пэйсерс (2019—2022)
31 июля 2019 года Холидей подписал однолетний контракт на сумму 4,767 млн долларов с «Индиана Пэйсерс» и стал играть в одной команде со своим младшим братом Аароном. Джастин провел 250 игр подряд без пропусков, пока эта серия не прервалась 1 декабря 2021 года из-за попадания игрока в протокол лиги по охране здоровья и безопасности Covid-19.

### Сакраменто Кингз (2022)
8 февраля 2022 года Холидей вместе с Домантасом Сабонисом, Джереми Лэмбом и выбором во втором раунде драфта НБА 2023 года был обменян в «Сакраменто Кингз» на Тайриза Халибертона, Бадди Хилда и Тристана Томпсона.

### Возвращение в Атланту (2022—2023)
6 июля 2022 года Холидей и Морис Харклесс были обменяны в «Атланту Хокс» на Кевина Хьюртера. Эта сделка воссоединила Холидея с его братом Аароном, который подписал контракт с «Хокс» в качестве свободного агента.
9 февраля 2023 года Холидей, Фрэнк Камински и 2 будущих выбора второго раунда драфта были обменяны в «Хьюстон Рокетс» на Бруну Фернанду и Гаррисона Мэтьюза. 13 февраля Холидей и «Рокетс» достигли соглашения о выкупе контракта.

### Даллас Маверикс (2023)
15 февраля 2023 года Холидей подписал контракт с командой «Даллас Маверикс».

### Денвер Наггетс (2023—2024)
6 июля 2023 года Холидей подписал контракт с командой «Денвер Наггетс».

### Виртус Болонья (2025)
1 февраля 2025 года Холидей подписал контракт с итальянским клубом «Виртус Болонья» из Лега Баскет Серии А. 28 апреля 2025 года стало известно, что игрок покинет клуб.

## Статистика

### Статистика в НБА
| Сезон                                                                                    | Команда      | Регулярный сезон | Регулярный сезон | Регулярный сезон | Регулярный сезон | Регулярный сезон | Регулярный сезон | Регулярный сезон | Регулярный сезон | Регулярный сезон | Регулярный сезон | Регулярный сезон | Серия плей-офф | Серия плей-офф | Серия плей-офф | Серия плей-офф | Серия плей-офф | Серия плей-офф | Серия плей-офф | Серия плей-офф | Серия плей-офф | Серия плей-офф | Серия плей-офф |
| Сезон                                                                                    | Команда      | GP               | GS               | MPG              | FG%              | 3P%              | FT%              | RPG              | APG              | SPG              | BPG              | PPG              | GP             | GS             | MPG            | FG%            | 3P%            | FT%            | RPG            | APG            | SPG            | BPG            | PPG            |
| ---------------------------------------------------------------------------------------- | ------------ | ---------------- | ---------------- | ---------------- | ---------------- | ---------------- | ---------------- | ---------------- | ---------------- | ---------------- | ---------------- | ---------------- | -------------- | -------------- | -------------- | -------------- | -------------- | -------------- | -------------- | -------------- | -------------- | -------------- | -------------- |
| 2012/13                                                                                  | Филадельфия  | 9                | 0                | 15,8             | 33,3             | 25,0             | 75,0             | 1,6              | 1,7              | 0,3              | 0,7              | 4,7              | Не участвовал  | Не участвовал  | Не участвовал  | Не участвовал  | Не участвовал  | Не участвовал  | Не участвовал  | Не участвовал  | Не участвовал  | Не участвовал  | Не участвовал  |
| 2014/15                                                                                  | Голден Стэйт | 59               | 4                | 11,1             | 38,7             | 32,1             | 82,2             | 1,2              | 0,8              | 0,7              | 0,2              | 4,3              | 5              | 0              | 2,2            | 50,0           | 100,0          | -              | 0,2            | 0,2            | 0,0            | 0,0            | 0,6            |
| 2015/16                                                                                  | Атланта      | 26               | 1                | 10,1             | 32,9             | 22,2             | 50,0             | 1,0              | 0,4              | 0,5              | 0,2              | 2,4              | Не участвовал  | Не участвовал  | Не участвовал  | Не участвовал  | Не участвовал  | Не участвовал  | Не участвовал  | Не участвовал  | Не участвовал  | Не участвовал  | Не участвовал  |
| 2015/16                                                                                  | Чикаго       | 27               | 4                | 18,9             | 41,3             | 43,3             | 81,5             | 2,3              | 1,7              | 0,7              | 0,6              | 6,5              | Не участвовал  | Не участвовал  | Не участвовал  | Не участвовал  | Не участвовал  | Не участвовал  | Не участвовал  | Не участвовал  | Не участвовал  | Не участвовал  | Не участвовал  |
| 2016/17                                                                                  | Нью-Йорк     | 82               | 4                | 20,0             | 43,3             | 35,5             | 82,5             | 2,7              | 1,2              | 0,8              | 0,4              | 7,7              | Не участвовал  | Не участвовал  | Не участвовал  | Не участвовал  | Не участвовал  | Не участвовал  | Не участвовал  | Не участвовал  | Не участвовал  | Не участвовал  | Не участвовал  |
| 2017/18                                                                                  | Чикаго       | 72               | 72               | 31,5             | 37,1             | 35,9             | 82,3             | 4,0              | 2,1              | 1,1              | 0,4              | 12,2             | Не участвовал  | Не участвовал  | Не участвовал  | Не участвовал  | Не участвовал  | Не участвовал  | Не участвовал  | Не участвовал  | Не участвовал  | Не участвовал  | Не участвовал  |
| 2018/19                                                                                  | Чикаго       | 38               | 38               | 34,9             | 38,3             | 35,9             | 89,1             | 4,4              | 2,2              | 1,8              | 0,6              | 11,6             | Не участвовал  | Не участвовал  | Не участвовал  | Не участвовал  | Не участвовал  | Не участвовал  | Не участвовал  | Не участвовал  | Не участвовал  | Не участвовал  | Не участвовал  |
| 2018/19                                                                                  | Мемфис       | 44               | 39               | 29,1             | 38,9             | 33,3             | 90,0             | 3,5              | 1,4              | 1,2              | 0,3              | 9,5              | Не участвовал  | Не участвовал  | Не участвовал  | Не участвовал  | Не участвовал  | Не участвовал  | Не участвовал  | Не участвовал  | Не участвовал  | Не участвовал  | Не участвовал  |
| 2019/20                                                                                  | Индиана      | 73               | 6                | 25,0             | 42,8             | 40,5             | 79,1             | 3,3              | 1,3              | 1,2              | 0,6              | 8,3              | 4              | 2              | 32,8           | 47,6           | 50,0           | 33,3           | 3,8            | 0,8            | 1,5            | 1,3            | 7,3            |
| 2020/21                                                                                  | Индиана      | 72               | 52               | 30,3             | 41,3             | 38,2             | 78,8             | 3,6              | 1,7              | 1,0              | 0,6              | 10,5             | Не участвовал  | Не участвовал  | Не участвовал  | Не участвовал  | Не участвовал  | Не участвовал  | Не участвовал  | Не участвовал  | Не участвовал  | Не участвовал  | Не участвовал  |
| 2021/22                                                                                  | Индиана      | 49               | 40               | 28,9             | 41,5             | 37,8             | 82,9             | 2,8              | 1,8              | 0,7              | 0,4              | 11,0             | Не участвовал  | Не участвовал  | Не участвовал  | Не участвовал  | Не участвовал  | Не участвовал  | Не участвовал  | Не участвовал  | Не участвовал  | Не участвовал  | Не участвовал  |
| 2021/22                                                                                  | Сакраменто   | 25               | 25               | 25,6             | 34,8             | 34,2             | 76,2             | 2,2              | 1,5              | 0,8              | 0,6              | 8,3              | Не участвовал  | Не участвовал  | Не участвовал  | Не участвовал  | Не участвовал  | Не участвовал  | Не участвовал  | Не участвовал  | Не участвовал  | Не участвовал  | Не участвовал  |
| 2022/23                                                                                  | Атланта      | 28               | 0                | 14,7             | 38,4             | 34,5             | -                | 0,8              | 0,9              | 0,2              | 0,4              | 4,5              | Не участвовал  | Не участвовал  | Не участвовал  | Не участвовал  | Не участвовал  | Не участвовал  | Не участвовал  | Не участвовал  | Не участвовал  | Не участвовал  | Не участвовал  |
| 2022/23                                                                                  | Даллас       | 18               | 2                | 16,4             | 36,7             | 28,6             | 62,5             | 1,8              | 0,9              | 0,8              | 0,5              | 4,4              | Не участвовал  | Не участвовал  | Не участвовал  | Не участвовал  | Не участвовал  | Не участвовал  | Не участвовал  | Не участвовал  | Не участвовал  | Не участвовал  | Не участвовал  |
| 2023/24                                                                                  | Денвер       | 58               | 9                | 14,9             | 45,4             | 40,4             | 75,0             | 1,2              | 1,2              | 0,6              | 0,2              | 4,0              | 12             | 0              | 12,5           | 31,4           | 37,9           | 50,0           | 1,7            | 0,3            | 0,5            | 0,0            | 2,9            |
|                                                                                          | Всего        | 680              | 296              | 23,1             | 40,0             | 36,5             | 81,7             | 2,7              | 1,4              | 0,9              | 0,4              | 8,0              | 21             | 2              | 13,9           | 37,9           | 43,5           | 42,9           | 1,7            | 0,4            | 0,6            | 0,2            | 3,2            |
| Наведите курсор мыши на аббревиатуры в заголовке таблицы, чтобы прочесть их расшифровку. |              |                  |                  |                  |                  |                  |                  |                  |                  |                  |                  |                  |                |                |                |                |                |                |                |                |                |                |                |

### Статистика в Джи-Лиге
| Сезон                                                                                    | Команда             | Регулярный сезон | Регулярный сезон | Регулярный сезон | Регулярный сезон | Регулярный сезон | Регулярный сезон | Регулярный сезон | Регулярный сезон | Регулярный сезон | Регулярный сезон | Регулярный сезон | Серия плей-офф | Серия плей-офф | Серия плей-офф | Серия плей-офф | Серия плей-офф | Серия плей-офф | Серия плей-офф | Серия плей-офф | Серия плей-офф | Серия плей-офф | Серия плей-офф |
| Сезон                                                                                    | Команда             | GP               | GS               | MPG              | FG%              | 3P%              | FT%              | RPG              | APG              | SPG              | BPG              | PPG              | GP             | GS             | MPG            | FG%            | 3P%            | FT%            | RPG            | APG            | SPG            | BPG            | PPG            |
| ---------------------------------------------------------------------------------------- | ------------------- | ---------------- | ---------------- | ---------------- | ---------------- | ---------------- | ---------------- | ---------------- | ---------------- | ---------------- | ---------------- | ---------------- | -------------- | -------------- | -------------- | -------------- | -------------- | -------------- | -------------- | -------------- | -------------- | -------------- | -------------- |
| 2012/13                                                                                  | Айдахо Стэмпид      | 47               | 42               | 34,7             | 42,1             | 41,2             | 81,6             | 5,3              | 2,5              | 2,4              | 1,2              | 17,3             | Не участвовал  | Не участвовал  | Не участвовал  | Не участвовал  | Не участвовал  | Не участвовал  | Не участвовал  | Не участвовал  | Не участвовал  | Не участвовал  | Не участвовал  |
| 2014/15                                                                                  | Санта-Круз Уорриорз | 1                | 1                | 35,6             | 45,0             | 45,5             | 60,0             | 6,0              | 4,0              | 1,0              | 2,0              | 26,0             | Не участвовал  | Не участвовал  | Не участвовал  | Не участвовал  | Не участвовал  | Не участвовал  | Не участвовал  | Не участвовал  | Не участвовал  | Не участвовал  | Не участвовал  |
|                                                                                          | Всего               | 48               | 43               | 34,7             | 42,2             | 41,4             | 81,0             | 5,3              | 2,5              | 2,4              | 1,2              | 17,5             | Не участвовал  | Не участвовал  | Не участвовал  | Не участвовал  | Не участвовал  | Не участвовал  | Не участвовал  | Не участвовал  | Не участвовал  | Не участвовал  | Не участвовал  |
| Наведите курсор мыши на аббревиатуры в заголовке таблицы, чтобы прочесть их расшифровку. |                     |                  |                  |                  |                  |                  |                  |                  |                  |                  |                  |                  |                |                |                |                |                |                |                |                |                |                |                |

### Статистика в колледже
| Сезон                                                                                   | Команда   | GP  | GS | MPG  | FG%  | 3P%  | FT%  | RPG | APG | SPG | BPG | PPG  |  |
| --------------------------------------------------------------------------------------- | --------- | --- | -- | ---- | ---- | ---- | ---- | --- | --- | --- | --- | ---- |  |
| 2007/08                                                                                 | Вашингтон | 19  | 0  | 6,5  | 29,4 | 0,0  | 42,9 | 1,3 | 0,4 | 0,2 | 0,3 | 0,7  |  |
| 2008/09                                                                                 | Вашингтон | 35  | 0  | 15,6 | 44,1 | 25,0 | 61,9 | 2,5 | 1,2 | 0,4 | 0,3 | 2,1  |  |
| 2009/10                                                                                 | Вашингтон | 34  | 21 | 22,2 | 42,2 | 33,3 | 80,0 | 4,5 | 1,8 | 1,0 | 0,6 | 5,9  |  |
| 2010/11                                                                                 | Вашингтон | 35  | 35 | 28,3 | 46,5 | 35,9 | 77,2 | 5,2 | 2,1 | 1,2 | 0,8 | 10,5 |  |
|                                                                                         | Всего     | 123 | 56 | 19,6 | 44,3 | 34,3 | 73,6 | 3,6 | 1,5 | 0,8 | 0,5 | 5,3  |  |
| Наведите курсор мыши на аббревиатуры в заголовке таблицы, чтобы прочесть их расшифровку |           |     |    |      |      |      |      |     |     |     |     |      |  |

### Статистика в других лигах
| Сезон | Команда        | Лига              | GP | GS | MPG  | FG%  | 3P%  | FT%  | RPG | APG | SPG | BPG | PFL | TOV | PPG  |
| --- | -------------- | ----------------- | -- | -- | ---- | ---- | ---- | ---- | --- | --- | --- | --- | --- | --- | ---- |
| 2011/12 | Все клубы      | Все лиги          | 46 | 15 | 22,9 | 39,8 | 34,2 | 75,0 | 3,0 | 1,4 | 1,2 | 0,5 | 1,9 | 1,6 | 7,3  |
| 2011/12 | Окапи          | Чемпионат Бельгии | 34 | 10 | 22,4 | 38,7 | 31,4 | 77,2 | 2,9 | 1,3 | 1,2 | 0,5 | 2,1 | 1,6 | 7,2  |
| 2011/12 | Окапи          | Кубок вызова      | 12 | 5  | 24,1 | 42,9 | 44,0 | 66,7 | 3,4 | 1,6 | 1,0 | 0,4 | 1,3 | 1,8 | 7,8  |
| 2013/14 | Все клубы      | Все лиги          | 50 | 38 | 27,5 | 43,0 | 40,4 | 80,6 | 4,6 | 1,8 | 1,3 | 0,5 | 2,4 | 1,3 | 12,2 |
| 2013/14 | Сольноки Олай  | Чемпионат Венгрии | 19 | 16 | 24,2 | 48,7 | 38,6 | 81,1 | 3,8 | 1,7 | 1,5 | 0,4 | 2,5 | 1,1 | 12,9 |
| 2013/14 | Сольноки Олай  | Лига ABA          | 17 | 12 | 29,1 | 33,7 | 32,1 | 82,1 | 4,8 | 1,9 | 1,2 | 0,4 | 2,7 | 1,5 | 10,5 |
| 2013/14 | Сольноки Олай  | Кубок вызова      | 14 | 10 | 30,1 | 47,1 | 54,1 | 77,8 | 5,3 | 1,9 | 1,2 | 0,7 | 1,9 | 1,3 | 13,3 |
| Всего | Всего          | Всего             | 96 | 53 | 25,3 | 41,8 | 38,4 | 78,3 | 3,8 | 1,6 | 1,3 | 0,5 | 2,1 | 1,4 | 9,9  |
| В Кубке вызова | В Кубке вызова | В Кубке вызова    | 26 | 15 | 27,3 | 45,5 | 51,2 | 73,8 | 4,4 | 1,8 | 1,1 | 0,6 | 1,6 | 1,5 | 10,7 |
| Наведите курсор мыши на аббревиатуры в заголовке таблицы, чтобы прочесть их расшифровку Статистика приведена с сайта basketball.realgm.com |                |                   |    |    |      |      |      |      |     |     |     |     |     |     |      |